# Pseudochalcothea kalimantanica
Pseudochalcothea kalimantanica är en skalbaggsart som beskrevs av Sakai 1993. Pseudochalcothea kalimantanica ingår i släktet Pseudochalcothea och familjen Cetoniidae. Inga underarter finns listade i Catalogue of Life.